# Distretto di Nabatiye
Il distretto di Nabatiye è un distretto amministrativo del Libano, che fa parte del Governatorato di Nabatiye. Il capoluogo del distretto è Nabatiye.